# Eugen Netto

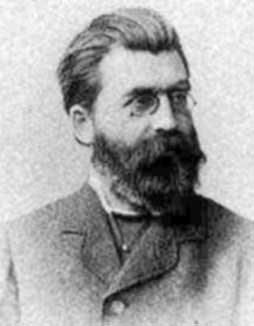
Eugen Netto.

Eugen Otto Erwin Netto, född 30 juni 1848 i Halle an der Saale, död 13 maj 1919 i Giessen, var en tysk matematiker. 
Netto studerade från 1866 matematik vid Berlins universitet under Leopold Kronecker, Karl Weierstrass och Ernst Eduard Kummer samt blev 1870 filosofie doktor. Han undervisade därefter vid ett gymnasium i Berlin, blev 1879 e.o. professor vid universitetet i Strassburg, 1882 i Berlin och var 1888–13 ordinarie professor i Giessen. Han ägnade sig som författare huvudsakligen åt algebrans område. Bland hans skrifter märks Substitutionentheorie und ihre Anwendung auf Algebra (1882), Vorlesungen über Algebra (1900) och Lehrbuch der Combinatorik (1901). 